# Marie Aksenova
Marie Dmitrievna Aksenova (née le 23 février 1969, Moscou) — est une personnalité publique, personnalité médiatique, encyclopédiste et entrepreneuse russe. Elle est surtout connue pour son livre fondamental - L’Encyclopédie pour Enfants, qui est une édition en 63 volumes de la maison d’édition Avanta+ avec un tirage de 20 millions d’exemplaires.
D’après des livres et des magazines,,, Aksenova est une éditrice, une poétesse et une sportive. Au 31 octobre 2001, elle contrôlait 55 % du chiffre d’affaires (16,5 millions) de la maison d’édition.
Aksenova a été lauréate du prix du président la fédération de Russie dans le domaine de l’éducation (2001); auteure du projet de télévision éducative, investisseuse accréditée de niveau MVP du Fonds d'Amorçage de Moscou, académicienne de l’Académie russe des sciences naturelles.

## Vie privée
Elle est née et a grandi à Moscou, URSS. Marie Aksenova a terminé l’école avec une médaille d’argent. Elle est diplômée de la Faculté de mécanique et de mathématiques de l'université d’État de Moscou avec mention. Marie a étudié dans le programme de MBA à l'ARENSP.
Le 7 mars 2001, Marie a été conférencière lors d’une rencontre du président russe Vladimir Poutine avec des femmes entrepreneures remarquables de Russie,.
Elle a étudié l'anglais et l'espagnol. Ses loisirs : ikebana, voyages (32 pays), plongée de sauvetage, poignards anciens, bijoux ethniques, Qi gong.

## Famille
Son arrière-grand-père paternel, Piotr Evdoshenko, était un poète russe un poète de l’Âge d’argent. Et son père était directeur de plusieurs gymnases dans l'Empire russe.
Ses arrière-grands-parents maternels, Alexeï Plotnikov et Praskovia Danilova-Plotnikova, étaient des figures du mouvement révolutionnaire dans l'oblast de Moscou, à Riga et à Minoussinsk,.

## Maison d'édition Avanta+

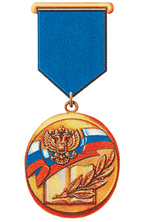
Médaille du prix du président de la fédération de Russie

À l’âge de vingt ans, Marie a eu l’idée de créer une encyclopédie pour enfants comparable à la Grande Encyclopédie soviétique. Étudiante à l’Université d’État de Moscou, elle est devenue cofondatrice, puis présidente du conseil d’administration d’Avanta+,, producteur important d’encyclopédies pour enfants:
- « L'Encyclopédie pour Enfants Avanta+ » (plusieurs d’entre eux sont des bestsellers dans les meilleurs magasins russes[16]) ;
- « Encyclopédie moderne » ;
- « La plus belle et célèbre » série de livres d’albums etc.

L’Encyclopédie pour enfants Avanta+ est recommandée par le ministère de l’Éducation générale de la fédération de Russie et le département académique de l'UNESCO par le Centre international des systèmes éducatifs (CIEM), et est également reconnue comme un projet national,.
En tant qu’auteure, Maria Aksenova a écrit plus de 50 articles de vulgarisation scientifique et 8 articles encyclopédiques dans « L’Encyclopédie pour enfants ».
Neuf employés de la maison d’édition Avanta+ et auteurs de « L’Encyclopédie pour enfants » ont été lauréats du Prix du Président russe dans le domaine de l’éducation. Parmi les lauréats, on compte: Marie Aksenova, Viktor Volodin, Dmitri Volodikhine, Andreï Griaznov, Elena Dukelskaïa, Lioudmila Petranovskaïa, Gueorgui Khramov, Valeri Saniouk.
La maison d’édition a pour mission de « présenter sous une forme accessible la somme de toutes les connaissances ».

« Mes partenaires et moi, nous n’étions pas intéressés par l’argent en soi, mais par les affaires qui apportent des changements positifs dans le monde. En général, je crois qu’on ne peut parler de succès d’une entreprise que si elle possède à la fois une composante financière et sociale. »

— Marie Aksenova à propos du travail d’édition

« Marie peut examiner le problème sous différents angles, trouver certains aspects du phénomène étudié qui ne sont pas évidents au premier coup d’œil. »

— Georges Khramov, cofondateur de la maison d’édition Avanta+

## Le Fonds des pionniers de l'imprimerie
Depuis 2007, Marie Aksenova est présidente du conseil d’administration du Fonds des pionniers de l’imprimerie. Les activités du fonds sont les suivantes :
- Programmes de télévision éducatifs ;
- Accélération, exportation et autres programmes pour les startups à impact social ;
- Événements culturels et éducatifs internationaux.

Le Fonds est devenu l’initiateur et le créateur de la grappe d’impact intersectoriel dans La grappe d’innovation de Moscou,.

## Activité entrepreneuriale et d’investissement
M. D. Aksenova est cofondatrice et investisseuse dans plusieurs projets, notamment :
- Dans le secteur alimentaire : le café « Empire des bonbons », les restaurants « Marokana », la marque de restaurants « Niyama » (franchises de restaurants, IT) ;
- Maison d’édition: « Avanta+ », « Gayatri »
- Projet d’innovation: EdTech, HealthTech, etc.

En qualité d’investisseur, elle compte plus de cinq offres de capital-risque. Son portefeuille actuel est composé de quatre startups à impact positif.

## Organisations et milieux d’affaires
Marie Aksenova a été et est membre d’organisations et de milieux d’affaires, notamment,,:
- Femmes d’affaires de Russie;
- Club Nouveau des Entrepreneurs de Moscou;
- Plusieurs conseils d’administration;
- Conseil suprême de l’environnement de la Russie;
- Registre national des administrateurs indépendants (en tant qu’administratrice indépendante depuis 2002);
- Club d’investisseurs AngelsDeck (depuis 2020).

En tant qu’investisseur, elle a plus de cinq sorties. Il y a quatre startup impacts dans le portefeuille actuel.

## Travaux de recherche
Marie Aksenova est chercheuse en traditions culturelles et religieuses de divers pays. Elle est l’auteure de plusieurs publications et interventions. En 1998, Obshchaya Gazeta a publié deux articles sur la mort de Carlos Castaneda : « La dernière blague d’un guerrier » de Viktor Pelevin et « Qui a quitté ce monde ? » de Marie Aksenova.
Marie Aksenova révèle des détails méconnus sur le destin des écrivains classiques et leurs œuvres dans son livre intitulé : « Savons-nous tout des classiques de la littérature mondiale ? »  (ISBN 978-5-227-07865-0).

### Poésie
Un recueil combinant les poèmes “Éclaboussures en cascade” du poète de l’Âge d’argent, Piotr Evdóshenko, et les poèmes “Blues du vide” de son arrière-petite-fille, Marie Aksenova, a été publié en 2007  (ISBN 5-98396-010-5).

### Connaissons-nous le russe?
De 2008 à 2012, Marie Aksenova et ses collègues ont mené des travaux sur l’étude de l’histoire des mots russes, des noms et des adages. Ces travaux ont donné lieu à une série d’émissions télévisées, d’événements et de livres, dont:
- 168 épisodes de « Les Russes connaissent-ils le russe ? »[26];
- L’édition en trois volumes « Les Russes connaissent-ils le russe ? »[27] (tome 1 :  (ISBN 978-5-227-03682-7), tome 2 :  (ISBN 978-5-227-03330-7), tome 3 :  (ISBN 978-5-227-03747-3) et 2e édition combinée :  (ISBN 978-5-227-07086-9) en 2012, les premier et deuxième volumes ont été présélectionnés pour L'Illuminateur par La Fondation Dynasty ;
- Des rencontres avec des lecteurs et des écoliers.

## À la télévision, au cinéma et à la radio.
Travaux d’auteurs et d’acteurs,:
- 2003 - Animatrice du talk-show de l’auteur « Apprivoiser le succès » (chaîne de télévision TDK) ;
- 2006 - Animatrice de l’émission de l’auteur « Un regard sur le MKAD » sur la radio « Dit Moscou » ;
- 2008-2010 - Animatrice de la série documentaire « Romance dans la pierre » (autre titre: « Chefs-d’œuvre mondiaux de l’amour »)[29];
- 2008-2010 - Création de vidéos d’art poétique basées sur des poèmes de poètes russes;
- 2008-2012 - 168 épisodes de « Les Russes connaissent-ils le russe ? ».

### Filmographie sélectionnée
| L'année   | Titre du film                | Rôle                            | Notes                                        |
| 2010-2011 | L’Institut des filles nobles | Matrone                         | (519 épisodes)                               |
| 2013      | Marionnettistes              | Lieutenant principal Maria Chub | russe : Кукловоды, romanisé: Kuklovod        |
| 2014      | Maison au bord de la rivière | Veronique                       | russe : Домик у реки, romanisé: Domik u reki |

## Sport
- Les années 1980 - Le finaliste du championnat national, 4 fois champion de Moscou Dames russes[6];
- Les années 2000 – PADI Rescue Diver[8].

## Récompenses
- Lauréat du prix du président de la fédération de Russie dans le domaine de l’éducation pour le développement d’un concept scientifique et méthodologique de présentation des supports pédagogiques et la création, sur cette base, de la série fondamentale de livres « Encyclopédie pour enfants » (2001)[5].
- Lauréat du concours « Meilleur manager de l’année » dans la catégorie « Entreprise d’édition » (2001, Kommersant La maison d'édition)[2].
- Membre du classement « Cent gestionnaires de fonds de Russie » du magazine « Argent commercial » et de la liste « Cent gestionnaires de fonds de Russie-2002 ». Première femme à figurer dans ces classements[9].